# Lady Alice Falls
Die Lady Alice Falls sind ein Wasserfall im Fiordland-Nationalpark auf der Südinsel Neuseelands. Er stürzt etwa auf halbem Weg zwischen der Südspitze von Elizabeth Island und den Helena Falls über mehrere Fallstufen rund 280 m tief in den Doubtful Sound/Patea an dessen Ostufer.